# Eirik Mæland
Eirik Vespestad Mæland (Bømlo, 15 febbraio 1989) è un allenatore di calcio ed ex calciatore norvegese, di ruolo centrocampista.

## Carriera

### Giocatore

#### Club
Mæland iniziò la sua carriera professionistica con l'Haugesund, all'epoca militante nella 1. divisjon. Esordì in prima squadra il 20 maggio 2007, nel successo per sei a uno in casa del Djerv, nell'edizione stagionale della Coppa di Norvegia. Esattamente un mese dopo, debuttò nella 1. divisjon: subentrò infatti a Tor Erik Moen nella sconfitta per quattro a due in casa del Bryne. Il 1º novembre 2008 arrivò la sua prima rete ufficiale per lo Haugesund, nel pareggio per due a due contro il Moss.
Nel campionato seguente, contribuì alla vittoria finale della sua squadra e alla conseguente promozione nell'Eliteserien. Il 13 marzo 2010, così, giocò la sua prima partita nella massima divisione norvegese: fu infatti titolare nel pareggio per zero a zero contro il Brann. Il 24 maggio realizzò la prima rete nell'Eliteserien, contribuendo al successo per due a zero sul Sandefjord.
Si è svincolato dall'Haugesund il 1º gennaio 2018.
Il 25 gennaio 2018 è stato quindi ingaggiato dal Fredrikstad, a cui si è legato con un contratto biennale.
Scaduto questo contratto, il 2 gennaio 2020 ha firmato un accordo con il Kongsvinger, a cui si è legato per i successivi tre anni.

### Allenatore
Il 13 gennaio 2021, Mæland è stato nominato nuovo allenatore del Kongsvinger. Il 28 giugno 2022 ha ufficializzato al decisione di non rinnovare il contratto con il club, in scadenza a fine anno.
Il 13 dicembre 2022è stato reso noto che Mæland sarebbe diventato assistente di Erling Moe al Molde, a partire dalla nuova stagione.

## Statistiche

### Presenze e reti nei club
Statistiche aggiornate al 26 gennaio 2022.
| Stagione           | Club               | Campionato         | Campionato | Campionato | Coppe nazionali | Coppe nazionali | Coppe nazionali | Coppe continentali | Coppe continentali | Coppe continentali | Supercoppe | Supercoppe | Supercoppe | Totale | Totale |
| Stagione           | Club               | Comp               | Pres       | Reti       | Comp            | Pres            | Reti            | Comp               | Pres               | Reti               | Comp       | Pres       | Reti       | Pres   | Reti   |
| ------------------ | ------------------ | ------------------ | ---------- | ---------- | --------------- | --------------- | --------------- | ------------------ | ------------------ | ------------------ | ---------- | ---------- | ---------- | ------ | ------ |
| 2007               | Haugesund          | 1D                 | 3          | 0          | CN              | 1+              | 0+              | -                  | -                  | -                  | -          | -          | -          | 4+     | 0+     |
| 2008               | Haugesund          | 1D                 | 16         | 1          | CN              | ?               | ?               | -                  | -                  | -                  | -          | -          | -          | 16+    | 1+     |
| 2009               | Haugesund          | 1D                 | 19         | 3          | CN              | ?               | ?               | -                  | -                  | -                  | -          | -          | -          | 19+    | 3+     |
| 2010               | Haugesund          | ES                 | 21         | 4          | CN              | 2               | 0               | -                  | -                  | -                  | -          | -          | -          | 23     | 4      |
| 2011               | Haugesund          | ES                 | 11         | 2          | CN              | 0               | 0               | -                  | -                  | -                  | -          | -          | -          | 23     | 4      |
| 2012               | Haugesund          | ES                 | 15         | 1          | CN              | 2               | 0               | -                  | -                  | -                  | -          | -          | -          | 17     | 1      |
| 2013               | Haugesund          | ES                 | 21         | 0          | CN              | 5               | 0               | -                  | -                  | -                  | -          | -          | -          | 26     | 0      |
| 2014               | Haugesund          | ES                 | 7          | 0          | CN              | 1               | 0               | UEL                | 0                  | 0                  | -          | -          | -          | 8      | 0      |
| 2015               | Haugesund          | ES                 | 8          | 0          | CN              | 0               | 0               | -                  | -                  | -                  | -          | -          | -          | 8      | 0      |
| 2016               | Haugesund          | ES                 | 18         | 1          | CN              | 1               | 2               | -                  | -                  | -                  | -          | -          | -          | 19     | 3      |
| 2017               | Haugesund          | ES                 | 4          | 0          | CN              | 0               | 0               | UEL                | 0                  | 0                  | -          | -          | -          | 4      | 0      |
| Totale Haugesund   | Totale Haugesund   | Totale Haugesund   | 143        | 12         |                 | 12+             | 2+              |                    | -                  | -                  |            | -          | -          | 155+   | 14+    |
| 2018               | Fredrikstad        | 2D                 | 25+2       | 0          | CN              | 2               | 0               | -                  | -                  | -                  | -          | -          | -          | 29     | 0      |
| 2019               | Fredrikstad        | 2D                 | 6          | 0          | CN              | 2               | 0               | -                  | -                  | -                  | -          | -          | -          | 8      | 0      |
| Totale Fredrikstad | Totale Fredrikstad | Totale Fredrikstad | 31+2       | 0          |                 | 4               | 0               |                    | -                  | -                  |            | -          | -          | 37     | 0      |
| 2020               | Kongsvinger        | 1D                 | 2          | 0          | -               | -               | -               | -                  | -                  | -                  | -          | -          | -          | 2      | 0      |
| Totale             | Totale             | Totale             | 176+2      | 12+0       |                 | 16+             | 2+              |                    | -                  | -                  |            | -          | -          | 184+   | 14+    |

## Palmarès

### Giocatore

#### Club

##### Competizioni nazionali
- 1. divisjon : 1

Haugesund: 2009